# Quitte ou double (film)
Pour les articles homonymes, voir Quitte ou double.
Pour plus de détails, voir Fiche technique et Distribution.
Quitte ou double est une comédie française réalisée par Alexandre Coffre, sortie en 2012.

## Synopsis
Des amis se retrouvent au tennis pour un double mixte. Le premier couple va se marier et choisit ce moment pour l’annoncer au second qui lui, est en pleine crise… S'engage alors un match où tous les coups sont permis.

## Fiche technique
- Titre : Quitte ou double
- Réalisation : Alexandre Coffre
- Scénario : Alexandre Coffre
- Photographie : Nathaliel Aron
- Musique : Daniel Diaz
- Production : Jérôme Pierdet
- Sociétés de production : Smith en Face, Adami
- Pays :  France
- Langue : français
- Genre : comédie
- Durée : 8 minutes

## Distribution
- Pierre-Benoist Varoclier : Bastien
- Alice Pol : Émilie
- Guillaume Clerice : Antoine
- Lucie Chabaudie : Sarah

## Distinctions
- Sélection de la Semaine de la Critique du 51e Festival de Cannes